# Robert Gesink
Robert Gesink (Varsseveld, 31 mei 1986) is een Nederlands voormalig wielrenner. Gesink was vooral een klimmer; naast de korte, steile beklimmingen bekend uit grote klassiekers, was hij ook sterk in het hooggebergte. Met name dankzij zijn klimkwaliteiten wist hij regelmatig goede klassementen te rijden in etappekoersen.

## Wielercarrière

### Jeugd
Gesink groeide op op een boerderij in het buitengebied van Varsseveld. In de omliggende bossen leefde hij zich uit op de mountainbike. Samen met een aantal vrienden sloot hij zich aan bij De Peddelaars in Aalten. In het begin kon hij net meekomen met zijn vrienden. Pas later boekte hij succes en kreeg hij een plek bij de Nederlandse selectie en amateurclub Löwik.

### 2005
In 2005 reed de 18-jarige Gesink voor team Löwik Meubelen-Van Losser Installaties. Hij was regerend Nederlands kampioen tijdrijden bij de junioren en was net 6e geworden op het WK voor junioren in Verona. Voor de ploeg van Han Vaanhold won hij de Hel van Voerendaal in Limburg, en een etappe in een Oostenrijkse koers. In september werd zijn overstap naar de Rabobank Espoirs bekend. Hoewel de geboren Varssevelder in eerste instantie niet van zins was de overstap te maken, zorgden sponsorperikelen er uiteindelijk voor dat hij dan toch naar het Continental Team van de Rabobankploeg vertrok.

### 2006
In de Ronde van de Algarve, eind februari, reed Gesink al direct naar de 3e plaats in het eindklassement, nadat hij tweede was geworden in de koninginnenrit naar de Alto do Malhão. Ook in april was de Nederlander weer succesvol, ditmaal wist hij zelfs te winnen. Nadat hij in de 3e etappe van de Wielerweek van Lombardije naar de zege soleerde, was ook de eindzege veilig gesteld. In juni was Gesink opnieuw in goeden doen. Hij won het Circuito Montañés -een belangrijke ronde voor beloften- nadat hij tweede was geworden in de 4e etappe en twee dagen later de 6e etappe zelf wist te winnen. Verder werd hij nog 2e in het eindklassement van de Ronde van de Toekomst. Hiermee begon hij zich meer en meer te profileren als een talentvol ronderenner. Bovendien was de nummer 1, Moisés Dueñas, vijf jaar ouder dan Gesink.

### 2007

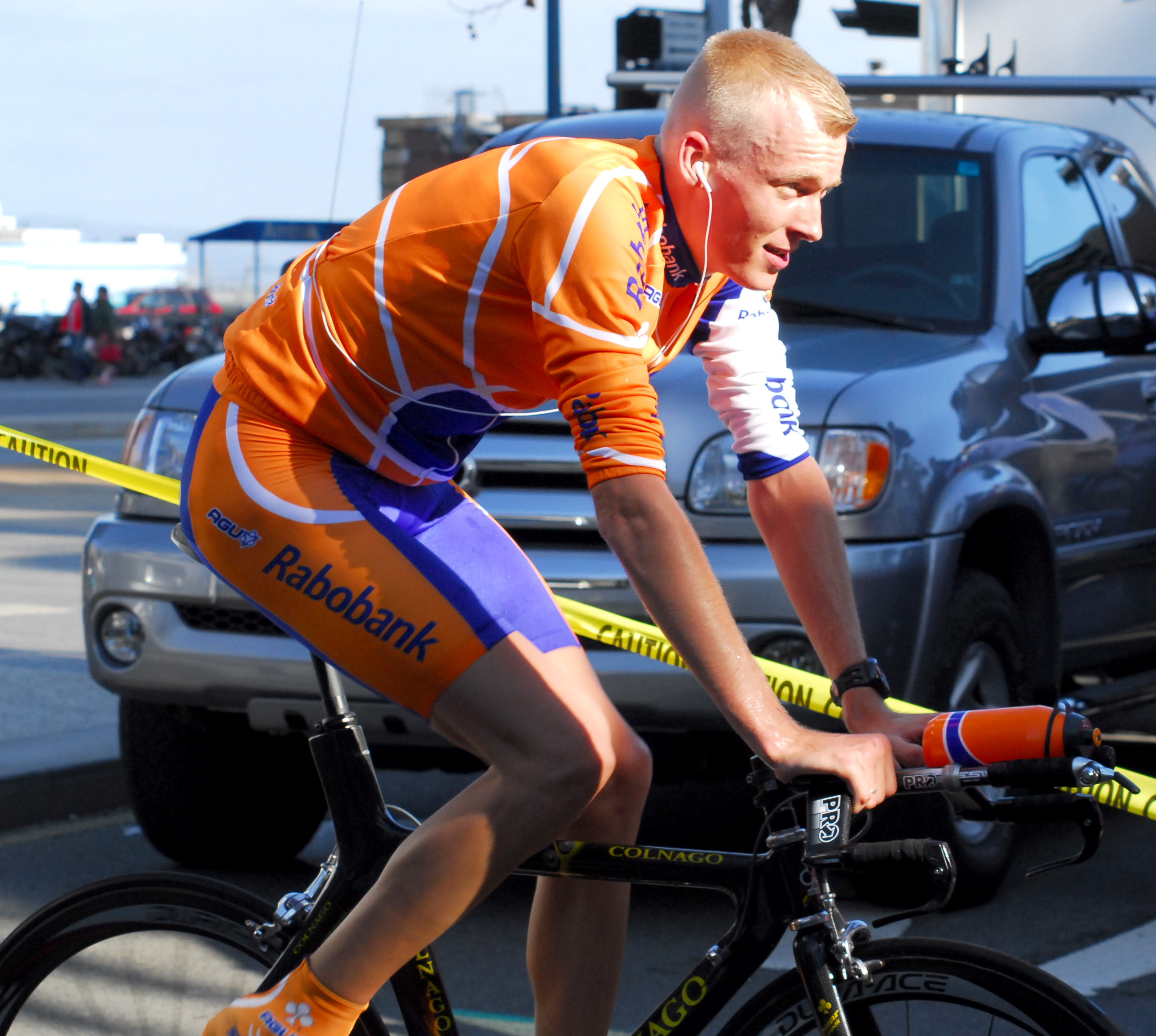
Robert Gesink tijdens de Ronde van Californië 2007

Op 25 april 2007 maakt Gesink indruk door op de zware Muur van Hoei 9de te worden tijdens zijn allereerste ProTour-koers; de Waalse Pijl, die werd gewonnen door Davide Rebellin. Anderhalve week later behaalde hij een 13e plek in het eindklassement van de Ronde van Romandië, die werd gewonnen door ploegmaat Thomas Dekker. Op 2 juni won hij de vierde etappe van de Ronde van België 2007. Hij was regelmatig betrokken bij ontsnappingen en op La Redoute (bekend uit Luik-Bastenaken-Luik) raakt hij uit de greep van het peloton. In Aywaille kwam hij solo over de meet.
In augustus reed hij sterk. Eerst werd hij 13e in de Clásica San Sebastián, later in de Ronde van Duitsland. Zo werd hij derde op de lastige Rettenbachferner en behaalde hij een 5e stek in het eindklassement. In de Ronde van Polen werd hij zelfs tweede in het eindklassement, met geringe achterstand op Johan Vansummeren. Deze prestaties leverden hem een knappe 27e plek in de eindstand van de UCI ProTour 2007 op. Gesink sloot zijn seizoen af met een sterke 15e plek in de Ronde van Lombardije.

### 2008

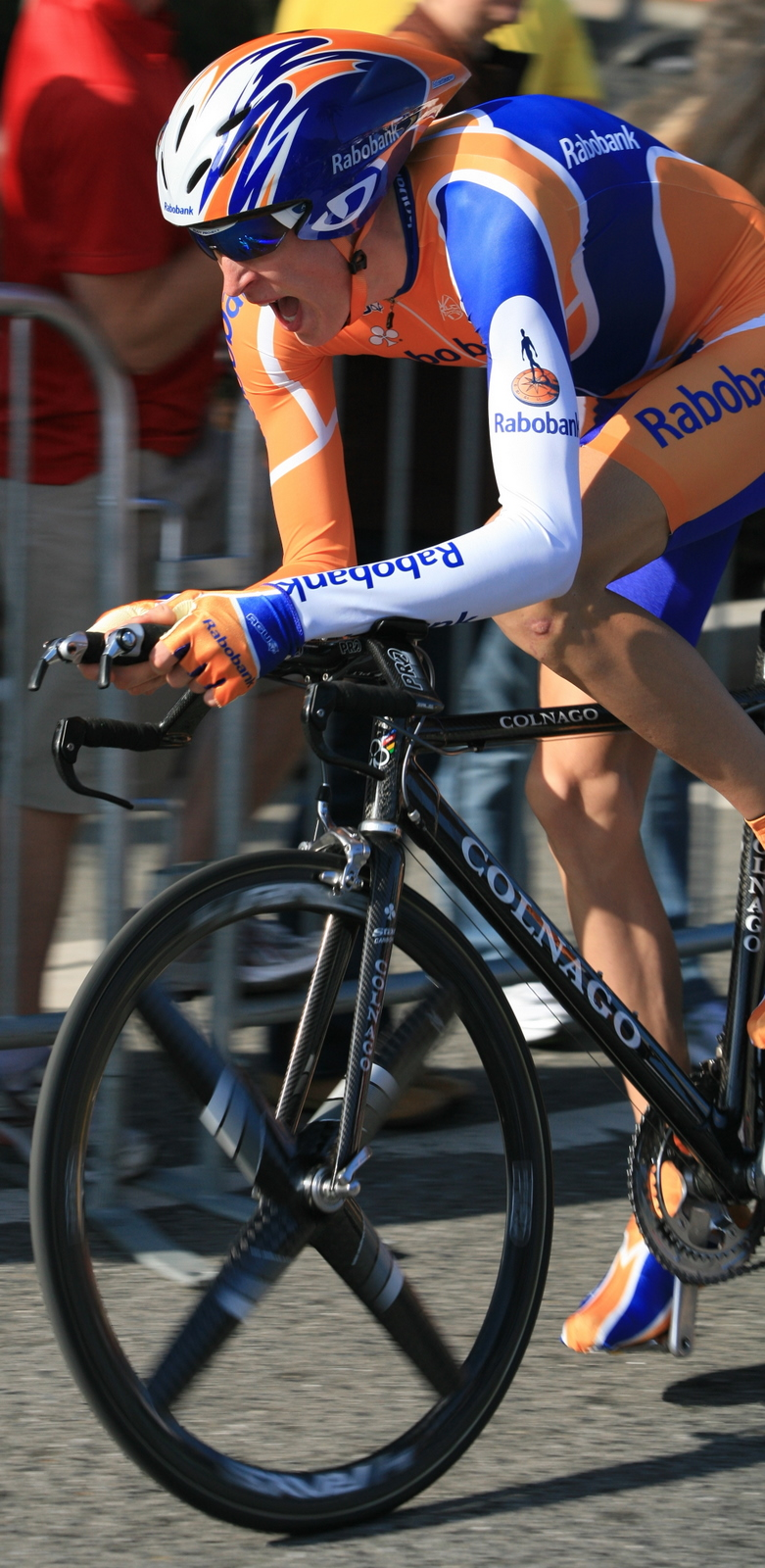
Gesink tijdens de proloog van de Ronde van Californië 2008

Op 20 februari 2008 won hij de koninginnenrit in de Ronde van Californië, voor Levi Leipheimer die als enige kon volgen.
In Parijs-Nice mocht Gesink na de 4e etappe de gele leiderstrui aantrekken. Na een indrukwekkende versnelling op de Mont Ventoux kon alleen Cadel Evans volgen, die uiteindelijk de etappe nog wint. Gesink pakt 32 seconden op de andere klassementsrenners. In de afdaling van de Col du Tanneron verloor twee dagen later een volledig geïsoleerde Gesink meer dan een minuut op zijn naaste concurrenten, waardoor hij uiteindelijk 4e wordt in Parijs-Nice en de witte jongerentrui wint. Tevens maakte hij grote indruk in andere rittenkoersen, met name de Dauphiné Libéré. In deze rittenkoers bepaalde Gesink tijdens de bergritten meermaals het tempo. Hij werd uiteindelijk 4e in het eindklassement. Eerder eindigde hij 12e in het Critérium International én de Ronde van het Baskenland.
In april had Gesink ook bewezen met de besten mee te kunnen in de heuvelklassiekers. Hij ondersteunt kopmannen Thomas Dekker en Óscar Freire in de Amstel Gold Race en Luik-Bastenaken-Luik, en gaat voor eigen succes in de Waalse Pijl, waar hij 4e wordt. Op 9 augustus 2008 nam Gesink als kopman van de Nederlandse ploeg deel aan de wegwedstrijd van de Olympische Spelen in Peking en werd daar 10e. Dezelfde plaats haalde hij op 13 augustus in de individuele tijdrit.
In 2008 reed Gesink zijn eerste grote ronde, de Vuelta, al werd eerder bericht dat hij de Giro d'Italia zou rijden. In Spanje was hij een van de besten bergop en in de tijdritten. Uiteindelijk eindigde hij als 7e in het eindklassement, terwijl hij voor de klimtijdrit nog 5de stond.
Aan het einde van het jaar werd hij onderscheiden met de Gerrit Schulte Trofee voor de beste Nederlandse profrenner.

### 2009
Als 2008 het jaar was waarin Gesink zich definitief bij de wereldtop vestigde, dan was 2009 het jaar van de pech: tot driemaal toe kon Gesink in topvorm door blessures en valpartijen niet de gewenste topklasseringen behalen: in april, in juli en in september.
Dit jaar stond voor Gesink onder andere Ronde van Frankrijk op het programma. In de voorbereiding daarop begon hij zijn seizoen wederom in Californië. Ditmaal geen etappezege, maar wel een sterke achtste plaats, vlak achter Lance Armstrong.
Gesink bleek in de tijdritdiscipline stappen vooruit gegaan. Dat blijkt ook in de Tirreno-Adriatico 2009, die Gesink verkoos boven een 'herkansing' in Parijs-Nice. Gesink eindigde tijdens de Italiaanse etappekoers als zesde in de tijdrit, ruim voor gerenommeerde specialisten als Thomas Dekker, Vincenzo Nibali, Ivan Basso en wereldkampioen Bert Grabsch. Een dag eerder had Gesink zijn ambities voor het klassement al op kunnen bergen nadat hij werd opgehouden op de beklimming van Montelupone dankzij een valpartij. In de bergrit na de tijdrit kon Gesink nog enkele renners voorbijgaan, met als resultaat een elfde plaats in de eindstand.

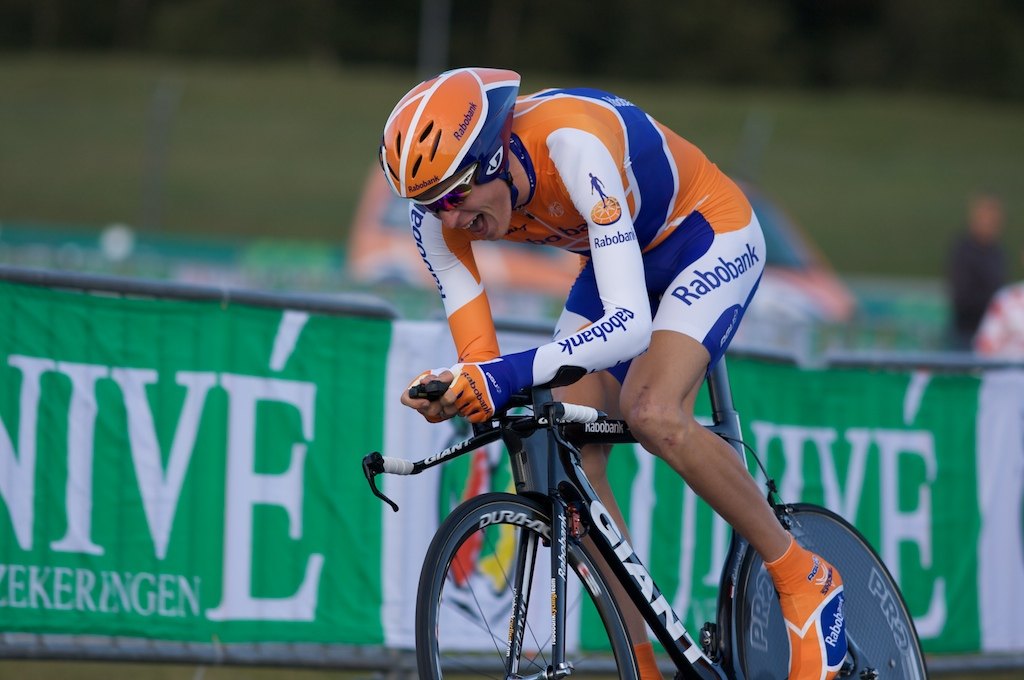
Gesink tijdens de proloog van de Ronde van Spanje 2009

In de Ronde van het Baskenland in mei reed Gesink een sterke ronde waarin hij uiteindelijk als zevende eindigt, voor onder andere Vincenzo Nibali en Roman Kreuziger, talenten van ongeveer dezelfde leeftijd en zijn grootste concurrenten voor de witte trui in de Tour. Op 18 april in de Amstel Gold Race eindigde Robert Gesink als derde, achter Sergej Ivanov en Karsten Kroon, nadat hij zelf de finale had geopend met een demarrage. Doordat hij in deze race een spierscheurtje opliep kon hij niet starten in de Waalse Pijl. In Luik-Bastenaken-Luik startte hij wel en deed vooraan mee tot vlak voor het einde. Uiteindelijk eindigde Gesink als 50e. In de Dauphiné Libéré, halverwege juni, reed Gesink weer sterk en lukte het hem om op een knappe vierde plek te komen in het eindklassement, achter Valverde, Evans en Contador.
In de Ronde van Frankrijk 2009 startte Gesink als kanshebber voor de witte trui. In de eerste etappe, een korte tijdrit, reed hij de 31e tijd. Gesink kwam echter ten val in een afdaling tijdens de vijfde etappe. Daarbij brak hij zijn linkerpols en moest hij opgeven.
Na deze teleurstelling koos Gesink er meteen voor om de Ronde van Spanje te gaan rijden. Hij begon goed en na 18 etappes stond hij tweede op 32 seconden van leider Alejandro Valverde. In de bergetappes bleef Gesink zijn directe concurrenten telkens voor, en had hij zelfs de leiderstrui in het zicht. Het noodlot sloeg echter weer toe, en Gesink kwam zwaar ten val in de 17e etappe, waardoor hij in de 19e etappe, de laatste bergetappe, veel tijd verloor op Valverde. Gesink beëindigde de Vuelta uiteindelijk als 6e.
Op het wereldkampioenschap in het Zwitserse Mendrisio kon Gesink niet in de finale van de wegwedstrijd meedoen om de titel; hij eindigde als 36e. Twee weken later liet hij in de Italiaanse semiklassieker Ronde van Emilia zien weer hersteld en in vorm te zijn, door in de eindsprint generatiegenoten Jakob Fuglsang en Thomas Lövkvist te verslaan. Gesink is de tweede Nederlander die deze eendagskoers wint, nadat in 1999 Michael Boogerd er won. Zijn laatste wedstrijd van seizoen 2009 was de Ronde van Lombardije; hier werd hij zesde achter landgenoot Johnny Hoogerland.
Ondanks de pech die Gesink in 2009 kende eindigde hij als beste Nederlander op de 10e plek van de eerste UCI World Ranking.

### 2010
Gesink's programma voor 2010 was op voorhand niet veel anders dan dat van 2009. Ditmaal kon hij wel een goede klassering rijden in de Tirreno-Adriatico (5e). Door de afwezigheid van onder andere Alberto Contador en Cadel Evans ging hij zelfs als een van de favorieten de Ronde van het Baskenland in. Hij imponeerde in de koninginnenrit, stond op een podiumplek en had zelfs de eindzege in het vizier toen een valpartij in etappe 5 hem opnieuw parten speelde. Gesink beëindigde de ronde uiteindelijk als 9e, en leek zijn goede vorm richting de klassiekers te pakken te hebben. Dit was echter anders, zowel in de Amstel Gold Race, de Waalse Pijl en in Luik-Bastenaken-Luik stelde Gesink teleur en kon hij niet meedoen om de ereplaatsen.
Vervolgens koos Robert Gesink voor een lange hoogtestage in de Sierra Nevada. Hij koerst een tijdje niet en richt zich volledig op de Ronde van Frankrijk. Hij laat zijn goede vorm blijken in de Ronde van Zwitserland, waarin hij op indrukwekkende wijze de koninginnenrit wint die via de Sustenpas, Oberalppas en de Albulapas naar La Punt voert. Door zijn zege neemt hij eveneens de leiderstrui over van Tony Martin. In de afsluitende tijdrit rond Liestal kent Gesink echter een mindere dag en verliest hij de gele trui aan Fränk Schleck. Hij sluit de ronde uiteindelijk als vijfde af.
In de Ronde van Frankrijk startte Gesink met een sterke proloog, waarin hij slechts 20 seconden op de meeste toppers verloor en zelfs tijd won op onder andere Andy Schleck. Na afloop van de chaotische tweede rit over het parcours van Luik-Bastenaken-Luik bleek Gesink een scheurtje in de ellepijp van zijn linkerarm te hebben opgelopen. De volgende etappe kon hij wel gewoon van start, maar kwam hij ten val. Hij liep flinke achterstand op en had veel last van zijn blessures, maar kon de ronde vervolgen. In de bergritten hield hij lang stand, reed met de besten mee omhoog en finishte in Morzine-Avoriaz als derde. In de Pyreneeën hing hij echter vaak aan het elastiek, en moest hij de absolute toppers, onder wie ploegmaat Mensjov, af en toe laten gaan. Hij steeg in het derde weekend wel naar een zesde plaats in het tussenklassement, waarop hij de Tour ook eindigde. Daarnaast werd hij tweede in het jongerenklassement. Op 6 februari 2012 werd bekend dat Alberto Contador geschorst werd voor het gebruik van clenbuterol en daarmee zijn Tourzege van 2010 verloor. In juli 2014 bleek dat de UCI Denis Mensjov had geschorst wegens afwijkende bloedwaarden en dat zijn uitslag voor de Ronde van Frankrijk van 2010 was geschrapt. Gesink schoof hierdoor uiteindelijk op naar de vierde plek in het algemeen klassement.
Op 12 september wist de Nederlander op indrukwekkende wijze zijn eerste Pro-Tour wedstrijd, de GP Cycliste de Montréal, te winnen.
Dankzij deze overwinning steeg Gesink naar de vierde plaats op de UCI-rangschikking. Een maand later won hij in Italië ook nog de Ronde van Emilia, een continentale wedstrijd.
Hij zou uiteindelijk als zevende op de UCI-ranglijst eindigen. Al deze koersen reed Gesink ter voorbereiding van zijn hoofddoel in het najaar, de Ronde van Lombardije, maar door het overlijden van zijn vader, Dick Gesink, stond hij niet aan de start.
Hij won aan het einde van het jaar voor de derde keer op rij de Gerrit Schulte Trofee voor de beste wielrenner van het jaar.

### 2011
Robert Gesink startte het seizoen 2011 in de Ronde van Oman waarin hij de 4de etappe naar de Green Mountain won. Door deze ritzege nam hij de leiderstrui over van Matthew Goss.
De vijfde rit was een tijdrit waarin Gesink zijn voorsprong moest verdedigen tegen betere tijdrijders als Boasson Hagen en Cancellara. Gesink wist stand te houden en zelfs de tijdrit te winnen, een dag later won hij het eindklassement.
In maart startte Gesink in de Tirreno-Adriatico waar hij na een overwinning in de ploegentijdrit en een 9e plaats in de afsluitende tijdrit het jongerenklassement won en 2de werd in het eindklassement. In april reed Gesink de Ronde van het Baskenland waar hij naar een goede tijdrit op de laatste dag op het podium haalde in het eindklassement, hij werd 3de.
In de klassiekers kon hij daarna niet echt potten breken. In de finale van de Amstel Gold Race zat hij met twee ploegmaten lang mee in de voorste groep, maar moest op de Cauberg zijn meerdere erkennen in Philippe Gilbert.
Daarna ging hij naar de Ronde van Frankrijk met het doel een goed klassement te rijden. Mede door een val in de eerste week van de Tour kwam hij tijdens de 12e etappe echter op meer dan een kwartier achterstand binnen van de andere klassementsrenners, waardoor hij de witte trui en een goede klassering in het eindklassement kon vergeten.
Na de Tour richt hij zich op de World Tour wedstrijden in Canada, de Grote Prijs van Quebec en de GP Cycliste de Montréal, waarvan hij in 2010 de laatstgenoemde won. Ondanks dat hij daar een zeer goede indruk achterliet lukte het hem niet om zijn huzarenstukje van het jaar 2010 te herhalen. In Quebec werd hij 2de achter Philippe Gilbert en in Montreal werd hij 36ste. Op zondag 18 september 2011 brak Robert Gesink zijn bovenbeen door een val tijdens de training. Hierdoor kon hij niet deelnemen aan het WK en de Italiaanse najaarsklassiekers.

### 2012
Na zijn beenbreuk begon voor Gesink een lange revalidatieperiode. Hij begon zijn seizoen dan ook met voornamelijk kleine, Spaanse koersen. Van grote vorm was in april, traditiegetrouw een maand waarin Gesink goed wil presteren, geen sprake: opgave in de Ronde van Baskenland en teleurstellende klasseringen in de heuvelklassiekers. Halverwege mei kon de Varssevelder voor het eerst in meer dan een jaar weer juichen: Hij won de koninginnenrit van de Ronde van Californië op Mt.Baldy, en behield de leiding in het klassement op de laatste dag. Hij eindigde in het klassement voor David Zabriskie en Tom Danielson en boekte zo zijn eerste zeges sinds de Ronde van Oman 2011. In de Ronde van Frankrijk kwam Gesink ten val in de zesde etappe. Hij gaf op na de elfde etappe wegens fysieke klachten. "Mijn ribben doen ontzettend zeer. Dit is onwaardig voor het niveau dat ik normaal haal. Dan is het verstandiger om te stoppen dan nog langer door te harken", zei de renner. Op 28 juli 2012 eindigde Gesink als 23e op de wegwedstrijd van de Olympische Zomerspelen in Londen. Tijdens de Ronde van Spanje eindigde Gesink voor de derde maal in zijn carrière in de top-10: hij werd, net als in 2009, zesde in het eindklassement.

### 2013
In 2013 startte Gesink voor het eerst in zijn carrière in de Ronde van Italië. Zijn doelstelling was het behalen van een podiumplaats. Tijdens de bergetappes bleek dit echter te hoog gegrepen. Drie dagen voor het einde van de Giro gaf Gesink op wegens ziekte. Hij stond op dat moment twaalfde in het algemeen klassement. Voor de 100e Ronde van Frankrijk werd Gesink aangesteld als luxeknecht voor Bauke Mollema. Later werd hij dat ook voor Ten Dam toen deze samen met Mollema dagenlang stevig in de top-10 stonden tussen Contador en Kreuziger. Hij behaalde een 26e plaats in het eindklassement. In september won Gesink net als in 2010 een Canadese World Tour-koers, ditmaal was hij de beste in de Grote Prijs van Quebec. Hiermee werd hij de eerste renner die zowel de Grote Prijs van Montreal als de Grote Prijs van Quebec heeft gewonnen.

### 2014
Nadat hij moest afstappen in de Ronde van het Baskenland 2014 gaf Gesink aan te kampen met hartritmestoornissen en daar aan behandeld te gaan worden. Hij werd operatief behandeld en ging vlak na zijn operatie weer in training. Tijdens het NK in Ootmarsum maakte Gesink zijn rentree. De Ronde van Polen, die begin augustus werd verreden, was de eerste koers die hij uitreed, hij eindigde als achtste in het algemeen klassement. Tijdens de Ronde van Spanje maakte Gesink bergop weer een goede indruk. Enkele dagen voor het einde van de Vuelta verliet hij de ronde echter wegens familieomstandigheden. Hij stond op dat moment zevende in het algemeen klassement. Gesink besloot daarop zijn seizoen te beëindigen.

### 2015
Ook het seizoen 2015 begon moeizaam voor Gesink. In februari moest hij de Ronde van Algarve na de tweede etappe verlaten wegens familieomstandigheden. Ook kampte hij in het voorjaar met een knieblessure. Tijdens de Waalse Pijl maakte hij zijn rentree. Het vervolg van het seizoen stond in het teken van de Ronde van Frankrijk. Deze ronde begon goed voor Gesink: hij werd elfde in de openingstijdrit in Utrecht en maakte indruk in de eerste bergrit naar de Col de la Pierre Saint-Martin. Gesink viel aan op de slotklim en finishte uiteindelijk als vierde op 1.33 van de winnaar Chris Froome. In het restant van de Tour presteerde Gesink zeer constant en dat leidde tot een zesde plaats in het eindklassement. In 2015 werd hij verkozen tot Gelders Sportman van het jaar.

### 2016
Ogenschijnlijk eindelijk gevrijwaard van aanzienlijke obstakels, maakte Gesink zich in 2016 op voor Spaanse voorjaarsrondes in Catalonië en Baskenland, de Ardennenklassiekers, dagsucces in de Tour de France en de Olympische Spelen. Met slechts een onopvallende campagne in de Waalse heuvels op zak, wist Gesink bij bondscoach Thorwald Veneberg echter geen selectie voor 'Rio' af te dwingen. Gesink was teleurgesteld, maar gaf te kennen zich dan andermaal te richten op een goed klassement in de Ronde van Frankrijk, hopelijk gevolgd door ritsucces in de Vuelta.
In de Ronde van Zwitserland, waar Gesink zich klaarstoomde voor de Tour, moest hij in de tweede etappe opgeven na een val op zijn hoofd. Door een kuil in de weg sloeg hij over de kop. Zijn helm ving de klap op. Als gevolg van deze val heeft hij zich ook moeten afmelden voor de Tour de France van 2016.
Via de Tour de l'Ain werkte Gesink toe naar de Ronde van Spanje, waar hij zonder klassementsambities aan de start stond. In de Vuelta bemachtigde hij in de tiende etappe de tweede plaats achter Nairo Quintana, nadat hij deel had uitgemaakt van de kopgroep. Ook in de 14e etappe, de koninginnenrit met finish op de Col d'Aubisque in Frankrijk, maakte Gesink deel uit van de kopgroep, van 41 renners. In de slotklim reed Gesink weg bij zijn mede-aanvallers. Kenny Elissonde en Jegor Silin sloten in de laatste kilometers bij hem aan, maar Gesink bleek veruit de sterkste in de sprint bergop en won zo voor het eerst in zijn carrière een etappe in een grote ronde. Ook in de 17e en 20e etappe behoorde Gesink tot de vluchters en eindigde hij respectievelijk als 3e en 5e. Gesink sloot zijn seizoen af met een zevende plek in de Ronde van Lombardije, zijn beste resultaat in deze Italiaanse koers.

### 2017
Na zijn etappezege in Spanje besluit Gesink vaker als aanvaller mee te doen aan grote rondes, en niet meer voor klassementen te gaan. Toch eindigt hij in januari in Australië als in de top 10 van de Tour Down Under. Hij rijdt in het voorjaar vooral etappekoersen en kent weinig uitschieters, en wordt 15e in de Waalse Pijl. Materiaalpech voorkomt een hoge klassering in de Ronde van Californië, tot zijn eigen teleurstelling. In juni doet Gesink voor het eerst in zijn carrière mee aan het NK Tijdrijden, en wordt derde.
De klimmer start als rittenkaper aan de Ronde van Frankrijk. In de achtste etappe naar Station des Rousses is Gesink een van de vier vluchters uit een omvangrijke kopgroep die met voorsprong aan de slotklim begint. Op de versnelling van Lilian Calmejane heeft hij geen antwoord, maar op eigen tempo rijdt Gesink naar zijn beste etappe-uitslag in de Tour de France, tweede. Een dag later is zijn Tour echter al voorbij, als hij ten val komt in de rit naar Chambéry. Gevolg: een stabiele breuk in zijn wervelkolom. Gesink moet maanden revalideren met een korset en komt de rest van het seizoen niet meer in actie.

### 2018
De herstelde renner begint 2018 opnieuw in Australië, en wordt 10e in de Tour Down Under. Hij richt zich in het nieuwe seizoen op zowel de Giro als de Tour, maar wil niet voor een klassement gaan, maar voor etappezeges.
Door knieproblemen verlaat Gesink vroegtijdig de Ronde van Catalonië 2018, maar hij herstelt snel, mede dankzij een nieuwe fietshouding aangemeten door triathloncoach Jon Iriberri. Hij rijdt de drie heuvelklassiekers in april en start in Jerusalem voor de tweede maal in zijn carrière in de Ronde van Italië.
Door het goede rijden van klassementskopman George Bennett doet Gesink in Italië ook veel ondersteunend werk, maar in onder meer de zesde etappe naar de Etna maakt hij deel uit van de vluchtgroep. Ook in de voorlaatste etappe, de bergrit naar Cervinia, is Gesink mee, en wordt hij uiteindelijk tweede achter Mikel Nieve.
Ook in de Tour combineert Gesink een rol als helper voor de kopmannen met die van aanvaller. Zo staat hij in de vierde etappe zijn fiets af aan de veel kleinere kopman Steven Kruijswijk na een val vlak voor de finish. In de zestiende etappe zit Gesink mee, maar aan de streep in Bagnères-de-Luchon is hij zesde. Zijn kopmannen Primož Roglič en Steven Kruijswijk eindigen, mede dankzij zijn diensten als wegkapitein, als vierde en vijfde, en in totaal behaalt zijn ploeg drie etappezeges. Een week na de Tour wordt Gesink achtste in de Clásica San Sebastián.
Enkele weken later breekt hij bij een trainingsongevel in de Verenigde Staten twee ribben en zijn rechtersleutelbeen. Hij moet de Canadese World Tour koersen én het WK in Innsbruck aan zich voorbij laten gaan, maar rijdt in oktober nog een aantal eendagskoersen in Italië en sluit zijn seizoen af met een zevende plek in de Japan Cup.

### 2019
Na een inmiddels gebruikelijke seizoensstart in Australië, richtte Gesink zich in 2019 opnieuw op de Ronde van Italië, ditmaal met het doel om Roglič aan de eindzege te helpen. In Luik-Bastenaken-Luik kwam hij echter opnieuw ten val, waarbij hij zijn bekken en sleutelbeen brak. Pas in augustus maakte hij zijn rentree, in de Ronde van Polen.

### 2020

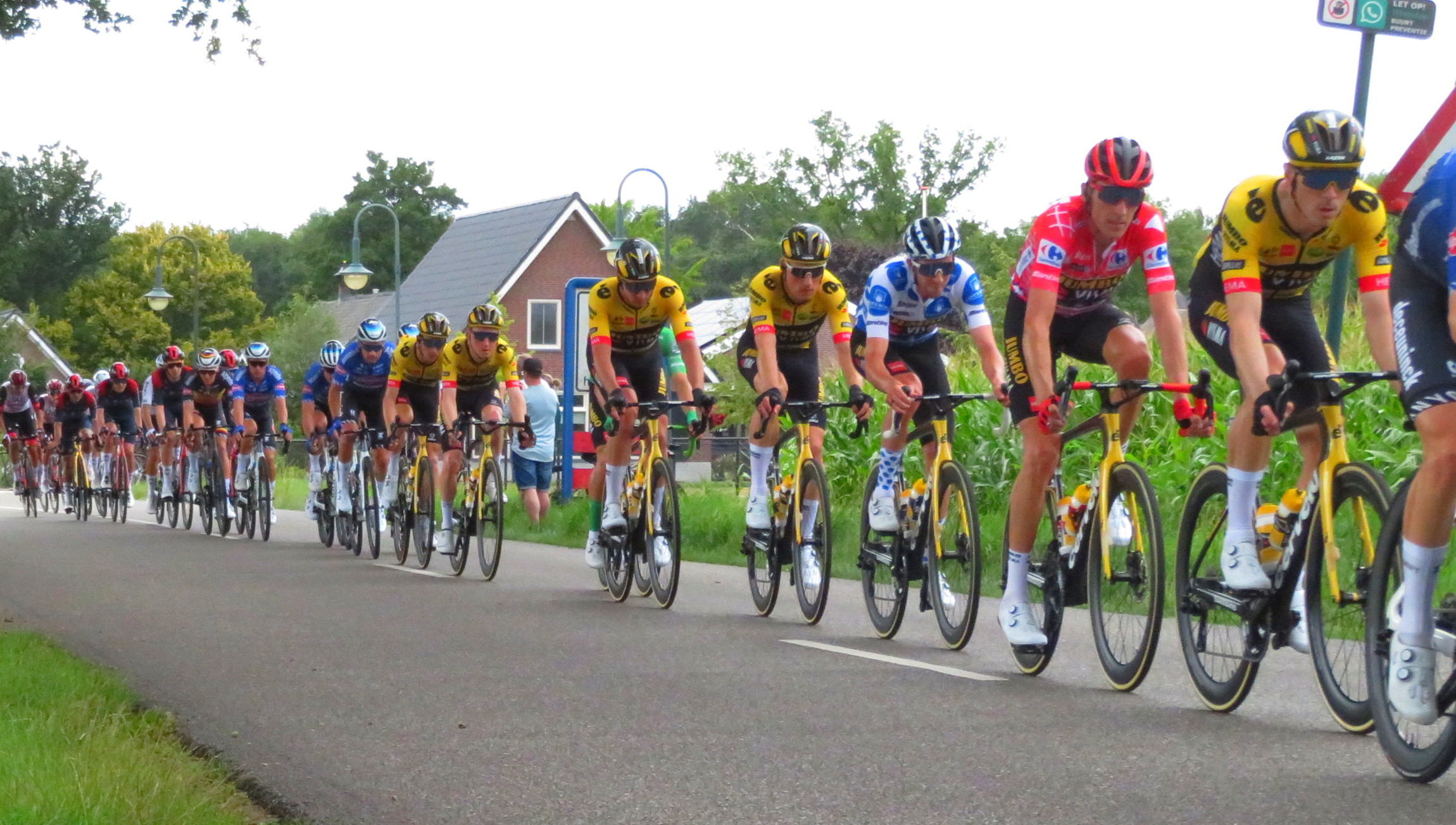
Jumbo Visma in de Vuelta 2022 in Nederland. Robert in de leiderstrui.

Het wielrenjaar 2020 dat werd gekenmerkt door de corona-crisis stond voor Robert Gesink in het teken van een nieuwe rol: die van meesterknecht. Tijdens de Tour de France reed hij uren op kop voor kopman Primoz Roglic.
In 2022 was Gesink de eerste drager van de rode leiderstrui in de Ronde van Spanje nadat hij als eerste over streep kwam toen de ploeg in Utrecht de ploegentijdrit won.

## Belangrijkste overwinningen
2004
- Rund um Straelen
- Rund um Düren
- 5e etappe Vredeskoers Litomerice - Terezin (Tsjechië)
- Klimtijdrit - Côte de Wanne
- Circuit Regione Walonnes Juniors Sombreffe
- 4e etappe Tour de Pays de Vaud
- Nederlands kampioen individuele tijdrit op de weg, Junioren

2005
- 2e etappe Linz - Passau - Budweis
- Hel van Voerendaal, Voerendaal

2006
- 6e etappe en eindklassement Circuito Montañés
- 3e etappe en eindklassement Wielerweek van Lombardije

2007
- Jongerenklassement Ronde van Californië
- 4e etappe Ronde van België
- Jongerenklassement Ronde van Duitsland

2008
- 3e etappe en jongerenklassement Ronde van Californië
- Jongerenklassement Parijs-Nice

2009
- Jongerenklassement Ronde van Californië
- Ronde van Emilia

2010
- Jongerenklassement Tirreno-Adriatico
- Jongerenklassement Ronde van de Middellandse Zee
- 6e etappe Ronde van Zwitserland
- Grote Prijs van Montreal
- Ronde van Emilia

2011
- 4e en 5e etappe (ITT), jongerenklassement en eindklassement Ronde van Oman
- 1e etappe (TTT) en jongerenklassement Tirreno-Adriatico

2012
- 7e etappe en eindklassement Ronde van Californië

2013
- Grote Prijs van Quebec

2016
- 14e etappe Ronde van Spanje

2022
- 1e etappe Ronde van Spanje (TTT)

2023
- 2e etappe Ronde van Burgos (TTT)

## Belangrijkste ereplaatsen
2006
- 2e in de Ronde van de Toekomst
- 3e in de Ronde van de Algarve

2007
- 2e in de Ronde van Polen
- 5e in de Ronde van Duitsland
- 9e in de Waalse Pijl
- 10e in de Ronde van Emilia

2008
- 4e in Parijs-Nice
- 4e in de Waalse Pijl
- 4e in de Dauphiné Libéré
- 9e in de Ronde van Californië
- 7e in de Ronde van Spanje
- 9e in de Ronde van Emilia
- 9e in wegwedstrijd Olympische Spelen
- 10e in individuele tijdrit Olympische Spelen
- 10e op het wereldkampioenschap wielrennen

2009
- 3e in de Amstel Gold Race
- 4e in de Dauphiné Libéré
- 6e in de Ronde van Spanje
- 6e in de Ronde van Lombardije
- 7e in de Ronde van het Baskenland
- 8e in de Ronde van Californië

2010
- 5e in de Tirreno-Adriatico
- 9e in de Ronde van het Baskenland
- 5e in de Ronde van Zwitserland
- 3e in de 8e etappe Ronde van Frankrijk
- 4e in de Ronde van Frankrijk
- 7e in de Clásica San Sebastián
- 3e in de GP Cycliste de Québec

2011
- 2e in de GP Cycliste de Québec
- 2e in Tirreno-Adriatico
- 3e in de Ronde van het Baskenland
- 9e in de Amstel Gold Race

2012
- 4e in 5e etappe van de Ronde van Californië
- 4e in de Ronde van Zwitserland
- 4e in de 12e etappe Ronde van Spanje
- 6e in de Ronde van Spanje
- 5e in de UCI Ploegentijdrit in Valkenburg

2013
- 3e in de Trofeo Serra de Tramuntana, Deià-Lluc
- 4e in de Ronde van Murcia
- 6e in de Ronde van Catalonië
- 9e in de Ronde van Luxemburg
- 7e in de 19e etappe Ronde van Frankrijk
- 5e in de Ronde van Alberta
- 8e in de Ronde van Peking
- 10e in de Ronde van Lombardije

2014
- 6e in de Tour Down Under
- 5e in de Ronde van Oman
- 8e in de Ronde van Polen
- 8e in 13e en 16e etappe Ronde van Spanje

2015
- 6e in 3e etappe Ronde van Californië 2015
- 5e in de Ronde van Californië 2015
- 9e in de Ronde van Zwitserland
- 4e in de 10e etappe Ronde van Frankrijk
- 6e in de Ronde van Frankrijk
- 8e in de Grote Prijs van Montreal

2016
- 2e in 10e etappe Ronde van Spanje
- 3e in 17e etappe Ronde van Spanje
- 5e in 20e etappe Ronde van Spanje
- 7e in de Ronde van Lombardije

2017
- 8e in de Tour Down Under
- 3e in de Nederlands kampioenschap tijdrijden, Elite
- 2e in de 8e etappe Ronde van Frankrijk

2018
- 10e in de Tour Down Under
- 2e in 20e etappe Ronde van Italië
- 8e in de Clásica San Sebastián

## Resultaten in voornaamste wedstrijden
| Jaar | Ronde van Italië | Ronde van Frankrijk | Ronde van Spanje |
| ---- | ---------------- | ------------------- | ---------------- |
| 2007 |                  |                     |                  |
| 2008 |                  |                     | 7e               |
| 2009 |                  | opgave              | 6e               |
| 2010 |                  | 4e                  |                  |
| 2011 |                  | 33e                 |                  |
| 2012 |                  | opgave              | 6e               |
| 2013 | opgave           | 26e                 |                  |
| 2014 |                  |                     | opgave           |
| 2015 |                  | 6e                  |                  |
| 2016 |                  |                     | 34e (1)          |
| 2017 |                  | opgave              |                  |
| 2018 | 23e              | 31e                 |                  |
| 2019 |                  |                     | 27e              |
| 2020 |                  | 42e                 | 35e              |
| 2021 |                  | opgave              | 62e              |
| 2022 |                  |                     | 40e              |
| 2023 |                  |                     | 52e              |
| 2024 | opgave           |                     | 52e              |

| Jaar | Amstel Gold Race | Luik-Bast.‑Luik | Ronde van Lombardije | Waalse Pijl | Clásica San Sebastián |  | WK op de weg |  | Wereldranglijsten |
| ---- | ---------------- | --------------- | -------------------- | ----------- | --------------------- |  | ------------ |  | ----------------- |
| 2007 |                  |                 | 15e                  | 9e          | 13e                   |  | opgave       |  | 27e (UPT)         |
| 2008 | 21e              | 13e             | 59e                  | 4e          | 13e                   |  | 10e          |  | 41e (UPT)         |
| 2009 | ↑                | 49e             | 6e                   |             |                       |  | 36e          |  | 10e (UWK)         |
| 2010 | 22e              | 15e             |                      | 14e         | 7e                    |  |              |  | 6e (UWK)          |
| 2011 | 9e               | 30e             |                      | 13e         |                       |  |              |  | 17e (UWT)         |
| 2012 | 52e              | 57e             |                      | 22e         | 27e                   |  | 32e          |  | 39e (UWT)         |
| 2013 |                  |                 | 10e                  |             | 13e                   |  | opgave       |  | 35e (UWT)         |
| 2014 |                  |                 |                      |             |                       |  |              |  | 78e (UWT)         |
| 2015 |                  |                 | 11e                  | 25e         |                       |  | 91e          |  | 41e (UWT)         |
| 2016 | 23e              | 78e             | 7e                   | 15e         |                       |  |              |  | 79e (UWT)         |
| 2017 |                  |                 |                      | 15e         |                       |  |              |  | 100e (UWT)        |
| 2018 | 28e              | 24e             | 45e                  | 20e         | 8e                    |  |              |  | 89e (UWT)         |
| 2019 | 21e              | opgave          | 33e                  | 52e         |                       |  |              |  |                   |
| 2020 |                  |                 |                      |             |                       |  |              |  |                   |
| 2021 | 92e              | 47e             |                      | 38e         |                       |  |              |  |                   |
| 2022 |                  |                 | 76e                  | 58e         | 53e                   |  |              |  |                   |
| 2023 |                  |                 |                      |             |                       |  |              |  | 1525e (UWR)       |
| 2024 |                  |                 |                      |             |                       |  |              |  | 1326e (UWR)       |

#### Resultaten in kleinere rittenkoersen
| Jaar | Tour Down Under | Ronde van Californië | Parijs-Nice | Tirreno-Adriatico | Ronde van Catalonië | Ronde van het Baskenland | Ronde van Romandië | Ronde van Zwitserland | Critérium du Dauphiné | Ronde van Polen | Ronde van Peking |
| ---- | --------------- | -------------------- | ----------- | ----------------- | ------------------- | ------------------------ | ------------------ | --------------------- | --------------------- | --------------- | ---------------- |
| 2007 |                 | 20e                  |             |                   |                     |                          | 13e                |                       | opgave                | ↑               |                  |
| 2008 |                 | 9e (1)               | 4e          |                   |                     | 12e                      |                    |                       | 4e                    |                 |                  |
| 2009 |                 | 8e                   |             | 11e               |                     | 7e                       |                    |                       | 4e                    |                 |                  |
| 2010 |                 |                      |             | 5e                |                     | 8e                       |                    | 5e (1)                |                       |                 |                  |
| 2011 |                 |                      |             | ↑                 |                     | ↑                        |                    |                       | 20e                   |                 |                  |
| 2012 |                 | ↑ (1)                |             |                   | 19e                 | opgave                   |                    | 4e                    |                       |                 |                  |
| 2013 |                 |                      | opgave      |                   | 6e                  |                          | 54e                |                       |                       |                 | 8e               |
| 2014 | 6e              |                      |             | opgave            |                     | opgave                   |                    |                       |                       | 8e              |                  |
| 2015 |                 | 5e                   |             |                   |                     |                          | 15e                | 9e                    |                       | opgave          |                  |
| 2016 |                 |                      |             |                   | 26e                 | 28e                      |                    | opgave                |                       |                 |                  |
| 2017 | 8e              | 13e                  |             | 19e               | 29e                 |                          | 26e                |                       |                       |                 |                  |
| 2018 | 10e             |                      | 38e         |                   | opgave              |                          |                    |                       |                       |                 |                  |
| 2019 | 31e             |                      |             | 21e               |                     |                          |                    |                       |                       | 36e             |                  |
| 2020 |                 |                      |             |                   |                     |                          |                    |                       | 56e                   |                 |                  |
| 2021 |                 |                      | 62e         | 43e               |                     |                          |                    | 43e                   |                       |                 |                  |
| 2022 |                 |                      | 40e         |                   | 52e                 | opgave                   |                    |                       |                       |                 |                  |
| 2023 | opgave          |                      |             | 88e               |                     | opgave                   | 57e                |                       |                       |                 |                  |
| 2024 | 49e             |                      | opgave      | 65e               |                     | 39e                      | 67e                |                       |                       |                 |                  |

## Ploegen
- 2005 –  Team Löwik Meubelen
- 2006 –  Rabobank Continental Team
- 2007 –  Rabobank
- 2008 –  Rabobank
- 2009 –  Rabobank
- 2010 –  Rabobank
- 2011 –  Rabobank
- 2012 –  Rabobank
- 2013 –  Belkin-Pro Cycling Team [a]
- 2014 –  Belkin-Pro Cycling Team
- 2015 –  Team LottoNL-Jumbo
- 2016 –  Team LottoNL-Jumbo
- 2017 –  Team LottoNL-Jumbo
- 2018 –  Team LottoNL-Jumbo
- 2019 –  Team Jumbo-Visma
- 2020 –  Team Jumbo-Visma
- 2021 –  Team Jumbo-Visma
- 2022 –  Team Jumbo-Visma
- 2023 –  Jumbo-Visma
- 2024 –  Visma-Lease a Bike

1. ↑  Tot de Ronde van Frankrijk heette de ploeg Blanco-Pro Cycling Team, maar na het aantrekken van Belkin als hoofdsponsor werd de naam veranderd.

## Privéleven
Gesink woont in Andorra samen met zijn twee kinderen. Zijn vrouw, met wie hij twintig jaar samen was, overleed in mei 2025.
In zijn afscheidsinterview in de wielerpodcast "de Rode Lantaarn" gaf Gesink aan dat hij zijn bijnaam "de Condor van Varsseveld" helemaal niet leuk vindt.
Aernouts ·
de Baat ·
Boom ·
van Dulmen ·
Duijn ·
van Emden ·
Flens ·
Gesink ·
Groenendaal · 
de Knegt ·
Kozontsjoek ·
Leezer ·
Maaskant ·
Nys ·
Popov ·
Reus (tot 30/06) ·
Ruijgh ·
Stamsnijder ·
Vanthourenhout ·
van der Velde ·
Veelers ·
Walker (tot 30/06)
Ardila ·
van Bon ·
Boogerd ·
Boven ·
Brown ·
Dekker ·
Eltink ·
Flecha ·
Flens ·
Freire · 
Gesink ·
de Groot ·
Hayman · 
van Heeswijk ·
Horrillo ·
Kozontsjoek ·
Langeveld ·
Löwik ·
de Maar ·
Mensjov ·
Moerenhout ·
Niermann ·
Posthuma ·
Rasmussen (tot 31/07) ·
Reus ·
Veneberg ·
Walker ·
Weening
Ardila ·
Boven (tot 16/04) ·
Brown ·
ten Dam ·
Dekker (tot 14/08) ·
Elijzen ·
Eltink ·
Flecha ·
Flens ·
Freire · 
Gesink ·
de Groot ·
Hayman · 
Horrillo ·
Kozontsjoek ·
Langeveld ·
Leezer ·
Löwik ·
de Maar ·
Martens ·
Mensjov ·
Moerenhout ·
Mollema ·
Niermann ·
Posthuma ·
Reus ·
Tankink ·
Walker ·
Weening ·
van Emden (stagiair) 
Ardila ·
Boom ·
Brown ·
Clement ·
ten Dam ·
van Emden ·
Flecha ·
Flens ·
Freire · 
Gárate ·
Gesink ·
de Groot ·
Hayman · 
Horrillo ·
Kozontsjoek ·
Langeveld ·
Leezer ·
de Maar ·
Martens ·
Mensjov ·
Moerenhout ·
Mollema ·
Niermann ·
Nuyens ·
Posthuma ·
Reus ·
Stamsnijder ·
Tankink ·
Tjallingii ·
Weening
Ardila ·
Boom ·
Brown ·
Clement ·
ten Dam ·
van Emden ·
Flens ·
Freire · 
Gárate ·
Gesink ·
Kozontsjoek ·
Kruijswijk ·
Langeveld ·
Leezer ·
Martens ·
Mensjov ·
Moerenhout ·
Mollema ·
Niermann ·
Nuyens ·
Posthuma ·
Reus (tot 31/08) ·
Stamsnijder ·
Tankink ·
Tjallingii ·
Weening ·
van Winden · 
Bol (stagiair)
Barredo ·
Boom ·
Bos ·
Breschel ·
Brown ·
Clement ·
ten Dam ·
van Emden ·
Flens ·
Freire · 
Gárate ·
Gesink ·
Kruijswijk ·
Langeveld ·
Leezer ·
Martens ·
Matthews ·
Mollema ·
Niermann ·
Sánchez ·
Slagter ·
Tankink ·
Tjallingii ·
Vermeltfoort ·
Weening ·
van Winden · 
Wynants ·
Goos (stagiair)
Barredo ·
Bol · 
Boom ·
Bos ·
Breschel ·
Brown ·
Clement ·
ten Dam ·
van Emden ·
Flens ·
Gárate ·
Gesink ·
Kelderman ·
Kruijswijk ·
Leezer ·
Martens ·
Matthews ·
Mollema ·
Niermann ·
Renshaw ·
Sánchez ·
Slagter ·
Tankink ·
Tjallingii ·
Vermeltfoort ·
van Winden · 
Wynants ·
Goos (stagiair)
Bobridge · 
Bol · 
Boom ·  
Bos · 
Brown · 
Clement · 
Flens · 
Gárate · 
Gesink · 
Goos ·  
Hofland · 
Kelderman · 
Kruijswijk · 
Leezer · 
Martens · 
Mollema · 
Nordhaug · 
Renshaw ·
Tankink · 
Tanner · 
ten Dam · 
Tjallingii ·  
van Emden · 
van Winden · 
Vanmarcke · 
Wagner · 
Wynants · 
Slik (stagiair)
Bobridge · Bol · Boom ·  Bos · Brown · Clement · Flens · Gárate · Gesink · Goos · Hivert · Hofland · Keizer · Kelderman · Kruijswijk · Leezer · Markus · Martens · Mollema · Nordhaug · Tankink · Tanner · ten Dam · Tjallingii · van der Lijke · van Emden · van Winden · Vanmarcke · Wagner · Wynants · Tusveld (stagiair)
Bennett · Bulgaç · De Weert · Flens · Gesink · Goos · Hofland · Keizer · Kelderman · Kruijswijk · Leezer · Lindeman · Markus · Martens · Roosen · Tankink · Teunissen · ten Dam · Tjallingii · Van Asbroeck · van der Lijke · van Emden · Vanmarcke · van Winden · Wagner · Wynants · Bouwman (stagiair) · Castelijns (stagiair) · Lammertink (stagiair)
Battaglin · Bennett · Bouwman · Campenaerts · Castelijns · van Emden · Gesink · Goos · Groenewegen · Hofland · Keizer · Kelderman · Kruijswijk · Lammertink · Leezer · Lindeman · Martens · Roglič · Roosen · Tankink · Teunissen · Tjallingii · Van Asbroeck · Vanmarcke · Vermeulen · Wagner · van Winden · Wynants
Battaglin · Bennett · Boom · Bouwman · Campenaerts   · Castelijns · Clement · De Tier · van Emden · Gesink · Groenewegen · Jansen · Keizer · Kruijswijk · Lammertink · Leezer · Lindeman · Lobato · Martens · Olivier · Roglič · Roosen · Tankink · Tolhoek · Van den Broeck · Van Hoecke · Vermeulen · Wagner · Wynants · Janssen (stagiair)
Battaglin · Bennett · Boom · Bouwman · Clement · De Tier · Eenkhoorn · van Emden · Gesink · Groenewegen · Jansen · Kruijswijk · Kuss · Leezer · Lindeman · Martens · Olivier · van Poppel · Powless · Roglič · Roosen · Tankink · Tolhoek · Van Hoecke · Wagner · Wynants
Van Aert · Bennett · Bouwman · De Plus · Dumoulin · Eenkhoorn · Foss · Gesink · Groenewegen · Harper · Hofstede · Jansen · Kruijswijk · Kuss · Leezer · Lindeman · Martens · Martin · Pfingsten · Roglič   · Roosen · Teunissen · Tolhoek · Van der Hoorn · Van Emden · Vingegaard · Wynants
Van Aert · Affini · Bennett · Bouwman · Dekker · van Dijke (vanaf 5 september) · Dumoulin · Eenkhoorn · Van Emden · Foss · Gesink · Groenewegen · Harper · Hofstede · Van Hooydonck · Kooij (vanaf 18 februari) · Kruijswijk · Kuss · Leemreize · Martens (t/m 30 mei) · Martin · Oomen · Pfingsten · Roglič   · Roosen · Teunissen · Tolhoek · Vingegaard · Wynants (t/m 4 april)
Affini · Benoot · Bouwman · Dekker · Dennis · Dumoulin (tot 15/8) · Eenkhoorn · Foss   · Gesink · Harper · Hessmann · Hofstede · Kooij · Kruijswijk · Kuss · Laporte · Leemreize · Oomen · Roglič   · Roosen · Teunissen · Vader · Van Aert · Van der Sande · M. van Dijke · T. van Dijke · Van Emden · Van Hooydonck · Vingegaard · Gloag (stagiair)
Affini · Benoot · Bouwman · Dennis · Foss   · Gesink · Gloag · Hessmann · Hofstede · Kelderman · Kooij · Kruijswijk · Kuss · Laporte  · Leemreize · Oomen · Roglič   · Roosen · Tratnik · Vader · Valter · Van Aert · van Baarle · Van der Sande · M. van Dijke · T. van Dijke · Van Emden · Van Hooydonck · Vingegaard
Affini · Benoot · Bouwman · Gesink · Gloag · Hagenes · Heßmann · Jorgenson · Kelderman · Kooij · Kruijswijk · Kuss · Laporte  · Lemmen · Staune-Mittet · Tratnik · Tulett · Uijtdebroeks · Vader · Valter · Van Aert · van Baarle · van Belle · Van der Sande · M. van Dijke · T. van Dijke · Vermote · Vingegaard